# Guatteria spectabilis
Guatteria spectabilis este o specie de plante angiosperme din genul Guatteria, familia Annonaceae, descrisă de Friedrich Ludwig Diels. Conform Catalogue of Life specia Guatteria spectabilis nu are subspecii cunoscute.